# Valle Salimbene
Valle Salimbene är en ort och kommun i provinsen Pavia i regionen Lombardiet i Italien. Kommunen hade 1 500 invånare (2018).